# Pehr Evind Svinhufvud

Svinhufvuds heraldiska vapen.

Pehr Evind Svinhufvud af Qvalstad, finskt smeknamn Ukko-Pekka ("gubben Pekka"), född 15 december 1861 i Sääksmäki, död 29 februari 1944 i Luumäki, var en finländsk jurist och politiker. Han var Finlands president från 1931 till 1937.

## Biografi

### Barndom, utbildning och giftermål
Pehr Evind Svinhufvuds släkt adlades på 1500-talet och överflyttade på 1700-talet från Sverige till Finland. Svinhufvuds far, sjökaptenen Pehr Gustaf Svinhufvud, drunknade i den grekiska arkipelagen då sonen var två år gammal. Svinhufvud tillbringade sin tidiga barndom i sin farfars hem i Sääksmäki. Farfadern, länskamreraren Pehr Gustaf Svinhufvud, begick självmord och gården såldes på exekutiv auktion. Svinhufvud flyttade då med modern Olga von Becker och sin ett år äldre syster till Helsingfors. Svinhufvud gick på det svenskspråkiga gymnasiet i Helsingfors, fastän han var finskspråkig. Vid 16 års ålder skrevs han 1876 in vid Helsingfors universitet. Där tog han kandidatexamen 1881 och magisterexamen 1882; hans huvudämnen var finsk, rysk och skandinavisk historia. År 1886 avlade han juris magisterexamen. 1889 gifte sig Svinhufvud med Alma (Ellen) Timgren (1869–1953). De fick sex barn, Yngve (1890–1991), Ilmo Gretel (1892–1969), Aino Mary (1893–1980), Eino (1896–1938), Arne (1904–1942) och Veikko (1908–1969).

### Anställning som jurist
Svinhufvud började i Åbo hovrätt, först som assessor och sedan som ledamot av Lagberedningen. Han tog avsked 1903 och började därefter som advokat i Helsingfors. Han blev den nya lantdagens första talman 1907, en befattning han innehade till 1912.

### Politisk aktivitet
År 1914 deporterades han till Sibirien. Redan då var han känd som en av det passiva motståndets ledande män. När han återvände hem efter den stora ryska revolutionen i mars 1917 hyllades han och utsågs till prokurator. Han var chef för senaten som utropade Finlands självständighet och reste till Petrograd för att utverka sovjetregeringens erkännande.
När inbördeskriget bröt ut 1918 gömde han sig först för de röda i Helsingfors, men lyckades fly med en kapad isbrytare till Reval. Därifrån reste han via Berlin och Stockholm till Finland och övertog ledningen av den finska regeringen i Vasa. Efter krigets slut i maj fungerade han som riksföreståndare till december 1918, då han avgick för att ersättas av general Mannerheim. Svinhufvud hade fört en tyskvänlig linje som blev omöjlig i och med Tysklands kapitulation.

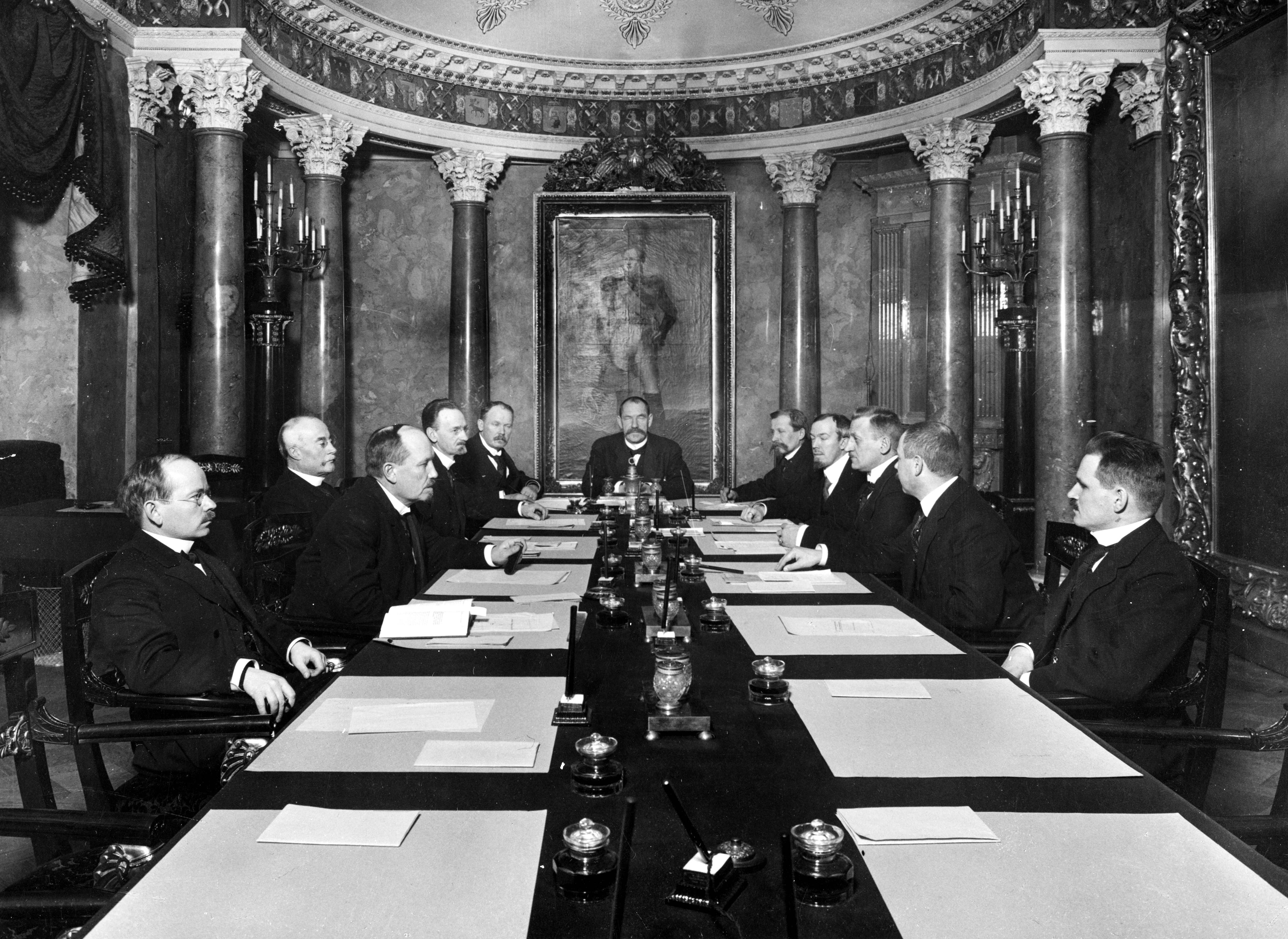
Finlands senat 1917, Svinhufvud vid ändan av bordet.

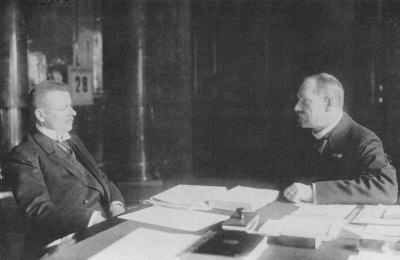
Juho Kusti Paasikivi (vänster) och Svinhufvud diskuterar det finska monarkiprojektet 1918.

#### Politisk inriktning
Svinhufvud kunde, tack vare sin stora auktoritet, kväsa det fascistinspirerade Mäntsäläupproret 1932, men han intresserade sig inte för utrikespolitiken. På det inrikespolitiska planet bidrog han till att bibehålla och skärpa förbudet mot kommunismen samt vägrade 1936 att tillsätta en socialdemokratisk regering. Hans starkt högerorienterade hållning hindrade inte att han med sitt gemyt och sin folklighet var vida populär.

### Politisk karriär
Från december 1917 var Svinhufvud det självständiga Finlands första regeringschef som senatens ordförande. Han ledde den vita regeringen under finska inbördeskriget medan Mannerheim ledde deras stridande förband. Efter kriget tjänstgjorde Svinhufvud som Finlands första tillfälliga statschef med titeln regent under projektet att upprätta en tyskallierad monarki i landet, fram till slutet av 1918 då han avgick till förmån för Mannerheim. Han tjänstgjorde senare som statsminister från 1930 till 1931, innan han valdes till presidentposten. 1931 valdes han till president. Som president var han känd för att han stoppade Mäntsäläupproret.
När Svinhufvud ställde upp i presidentvalet 1937 blev han inte återvald på grund av sitt motstånd mot att Socialdemokraterna skulle få komma i regeringsställning. Socialdemokraterna satsade på Agrarförbundets kandidat Kyösti Kallio, och denne blev vald till president.